# Musées de Tianjin
Le Musée d'art de Tianjin est le plus grand musée de Tianjin, en République populaire de Chine. C'est un musée d'art et d'histoire qui expose aussi de nombreux témoins de la culture et de l'histoire de Tianjin. Le Musée des Sciences et Technologies, rénové en 2010, et à la silhouette futuriste propose des dispositifs variés sur des thèmes scientifiques et technologiques d'actualité.

## Le Musée d'art de Tianjin
Le musée d'art et d'histoire se situe Place Yinhe dans le district de Hexi et couvre une superficie de 50 000 m2. Le style architectural unique du musée lui donne l'aspect d'un cygne déployant ses ailes. Il est en train de devenir l'un des bâtiments emblématiques de la ville. Le musée d'art de Tianjin est un musée complet des beaux-arts qui rassemble, étudie, promeut et présente les œuvres artistiques d'artistes principalement modernes et contemporains. Il se consacre également à la promotion de l'éducation esthétique et aux échanges culturels internationaux.
Ce musée moderne abrite des collections diverses, soit près de 200 000 objets d'arts et témoins de l'histoire. Plus précisément, il conserve de très nombreux trésors d'art chinois, calligraphie extrême-orientale, peinture chinoise, bronzes chinois, céramique chinoise, jade, sceaux, pierres à encre, jiagu (os ou carapaces de tortues avec des inscriptions datant de la dynastie Shang), anciennes pièces de monnaie, des documents historiques et des témoins de l'histoire moderne, ainsi que des œuvres typiques de Tianjin telles que les niren, des statuettes en argile fabriquées depuis le milieu du XIXe siècle et des estampes du Nouvel An chinois nianhua, de Yangliuqing (un faubourg de la ville). Une des ailes est entièrement consacrée à l'histoire locale, avec une exposition d'antiquités et d'archives photographiques des anciennes concessions.
Le musée d'art de Tianjin est un musée complet des beaux-arts qui rassemble, étudie, promeut et présente les œuvres artistiques d'artistes principalement modernes et contemporains. Il se consacre également à la promotion de l'éducation esthétique et aux échanges culturels internationaux. En tant que musée de premier plan en Chine, le Musée d'Art de Tianjin expose les œuvres d'art les plus réputées de peintures traditionnelles chinoises, de peintures à l'huile, de sculptures et de gravures sur bois, et a la capacité d'accueillir de nombreuses expositions de beaux-arts nationales et internationales de haut niveau.
En tant que base pour l’éducation esthétique, il s’efforce de répondre à l’objectif des services publics. Tout en conservant la fonctionnalité propre aux salles d'exposition, les installations comprennent aussi des salles de conférence, des salles de séminaire, une bibliothèque d'arts plastiques, des ateliers de travail, des salles de montage et de réparation de peintures, et des salles de réception pour VIP.

## Centre Culturel de Tianjin

### Le Musée des Sciences et technologies
Le Musée des Sciences et technologies est situé dans le Centre Culturel de Tianjin. Il a été rénové complètement en 2010.
Ce musée au style architectural futuriste, couvre une superficie totale construite de 18 000 mètres carrés. Les expositions permanentes couvrent deux étages de 10 000 mètres carrés. Les cinq zones d’exposition présentent plus de 300 pièces / ensembles d’articles qui offrent des expériences scientifiques amusantes aux visiteurs, entre autres des dioramas sur la faune chinoise. Il dispose également de salles d’expositions temporaires de 1 000 mètres carrés permettant d’organiser des manifestations d’enseignement des sciences sur des thèmes en phase avec l'actualité. La structure en forme de dôme au-dessus du bâtiment principal est le Théâtre de l'Univers, où des films scientifiques et des programmes astronomiques sont diffusés toute la journée.

### Musée d'Histoire Naturelle
Le Musée d'Histoire Naturelle de Tianjin est situé aussi dans le Centre Culturel de Tianjin depuis 2014.
Après rénovation, en 2013, le musée d’histoire naturelle de Tianjin comprend quatre sections, réparties sur trois niveaux, consacrées aux expositions, aux entrepôts, à l’administration, aux affaires et aux jardins botaniques, d’une superficie totale de 200 000 mètres carrés et d’une surface de construction de 120 000 mètres carrés. Le bâtiment principal est en forme de perle naturelle  dans un coquillage, représentant le musée comme une perle sur le littoral de la mer de Bohai. Le musée abrite une collection de plus de 380 000 spécimens biologiques, dont 1 300 spécimens de classe 1 et 2, ainsi que 1 400 spécimens types. Parmi les musées chinois, il se classe au premier rang en termes d'histoire, de collection et de résultats de recherche.
Le musée a été fondé en 1914 par Émile Licent et s'appelait, alors, le musée Hoangho Paiho. Pendant 25 ans après la fondation du musée, Licent a mené des explorations dans les bassins du Fleuve jaune et du Hai He, sur une longueur totale de 50 000 kilomètres. Au cours de ces explorations, Licent a recueilli plus de 200 000 spécimens de paléontologie, d'animaux, de plantes, d'anciens restes humains et de pierres taillées. Le musée offre un panorama du Paléolithique en Chine.

## Galeries

Musée d'Art de Tianjin
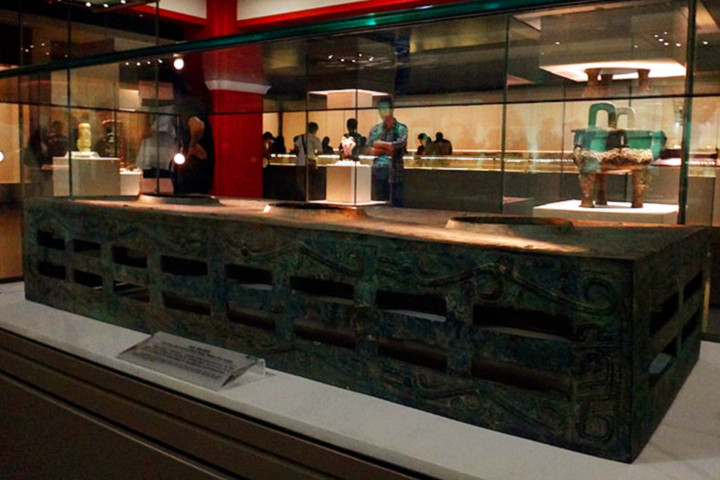
Salle d'archéologie chinoise
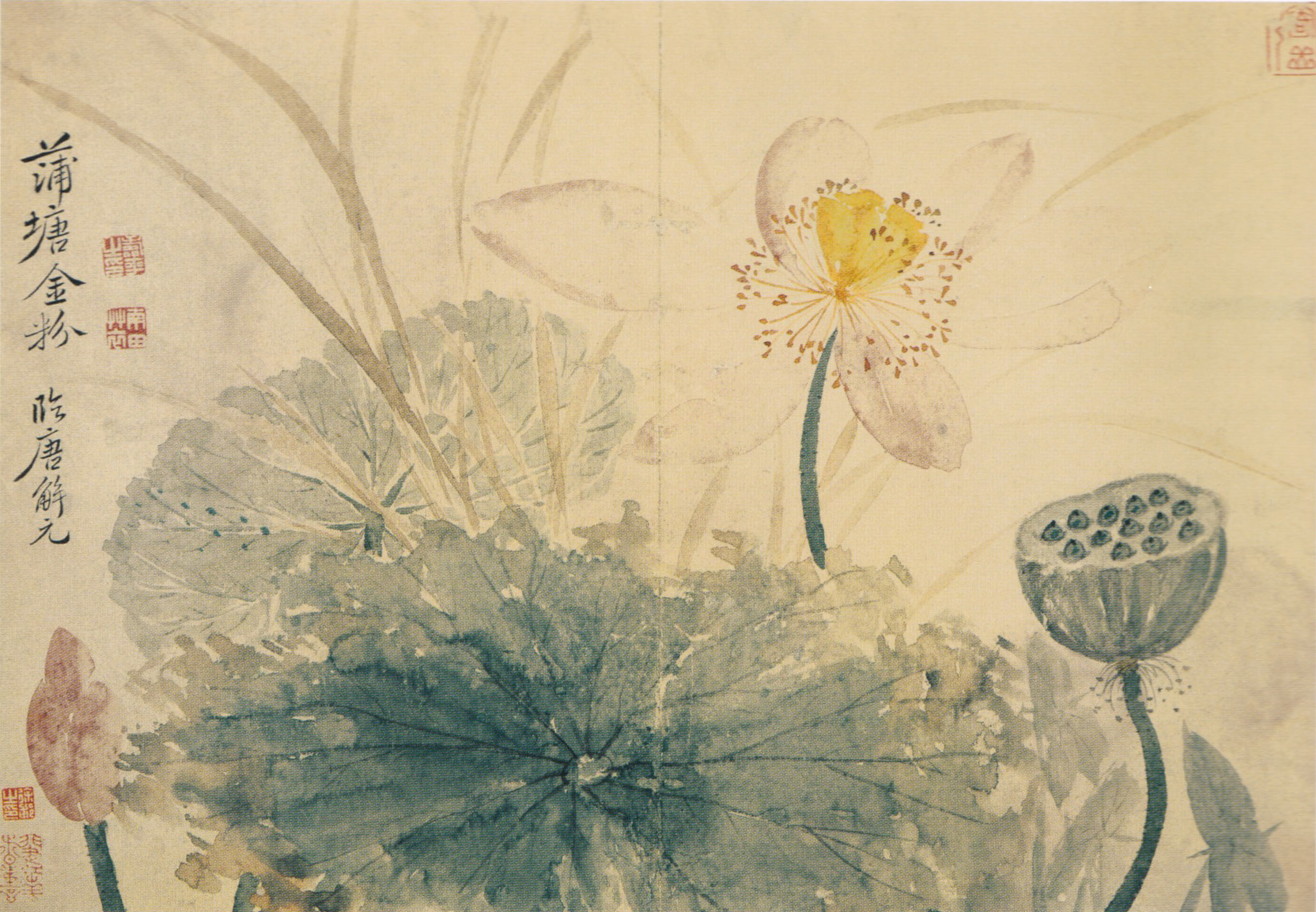
Yun Shouping. Lotus scintillant sur l'étang. 1650-1690. Feuille de l'album Paysages et fleurs. Encre et couleurs sur papier, 28,2 x 40,8 cm
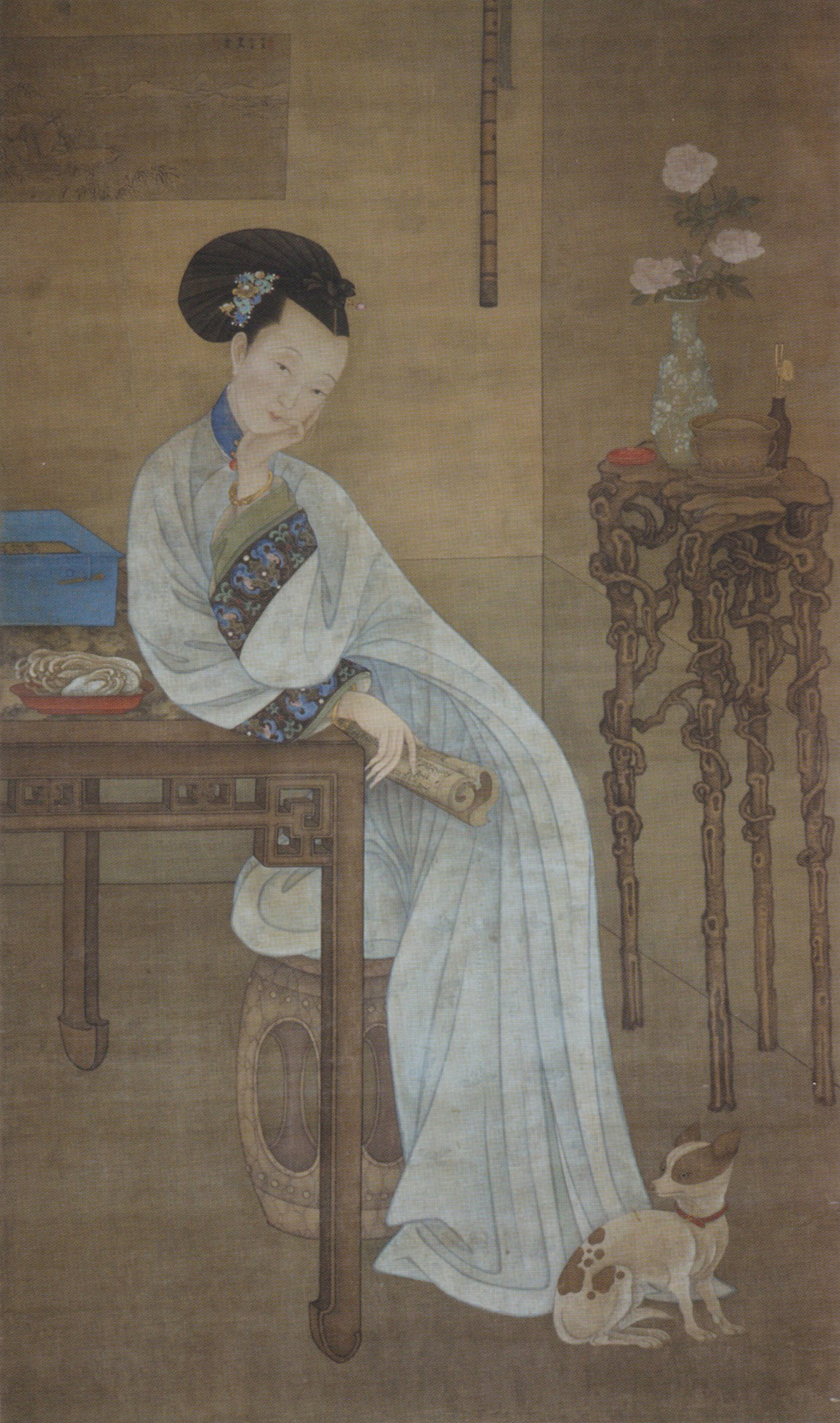
Leng Mei. Jolie femme dans un intérieur, et un petit chien. Daté 1724. Rouleau suspendu, encre et couleurs sur soie. 175 x 94 cm
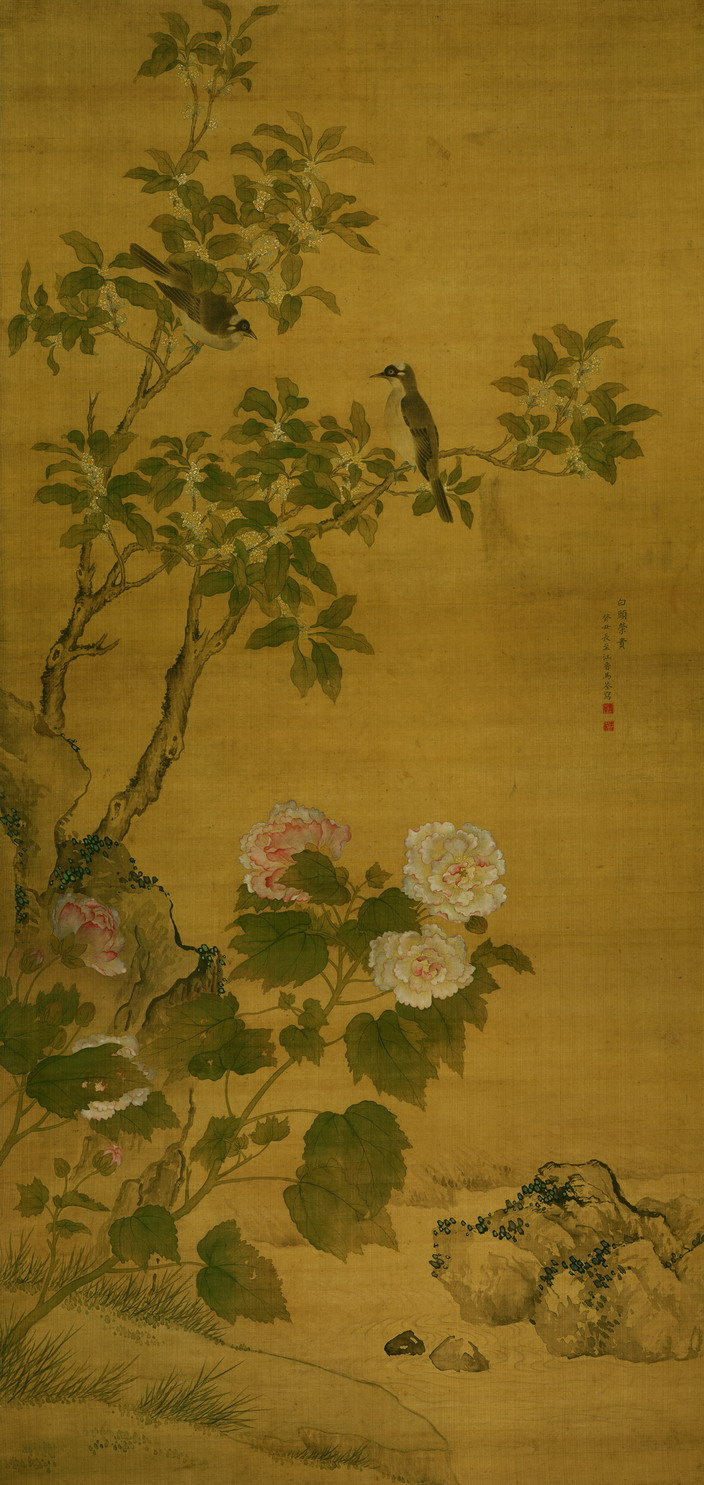
Ma Quan (en), fin 17e-début 18e, Bulbul de Chine et hibiscus en fleurs. Rouleau suspendu, encre et couleurs sur soie

Centre Culturel de Tianjin : Musée des Sciences et Technologies et Musée d'Histoire Naturelle
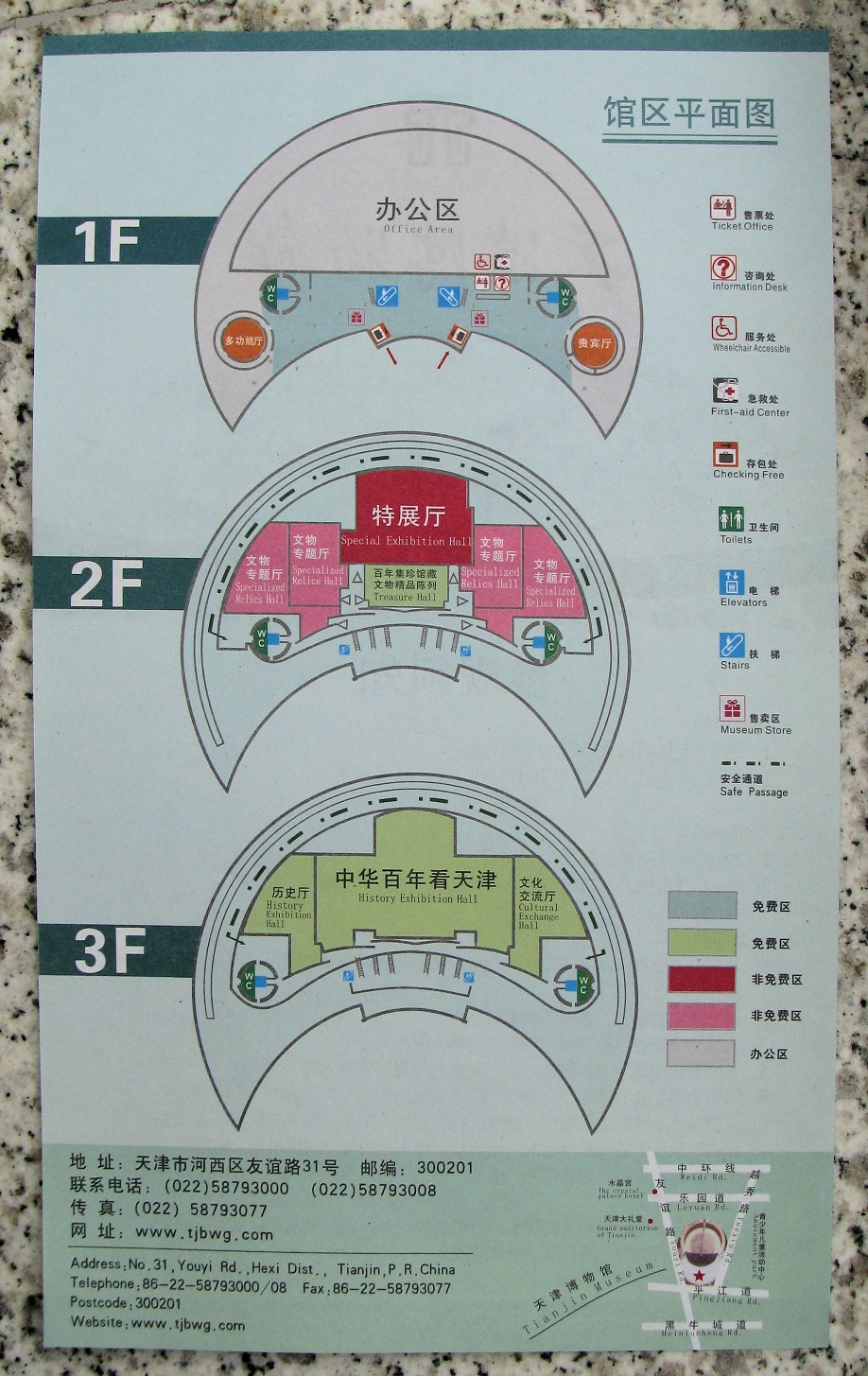
Plan du musée
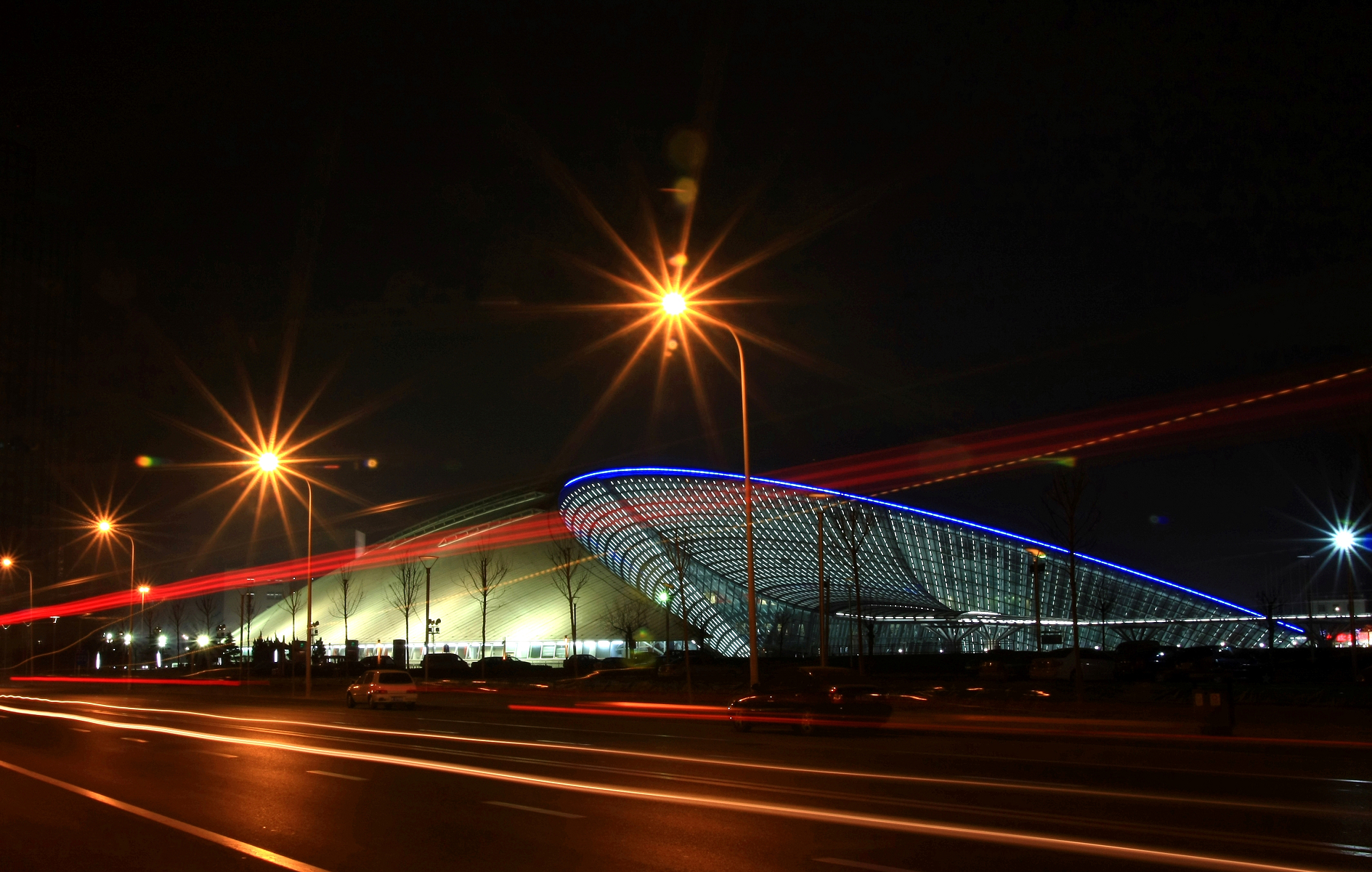
Silhouette lumineuse du Musée des Sciences et Technologies, la nuit
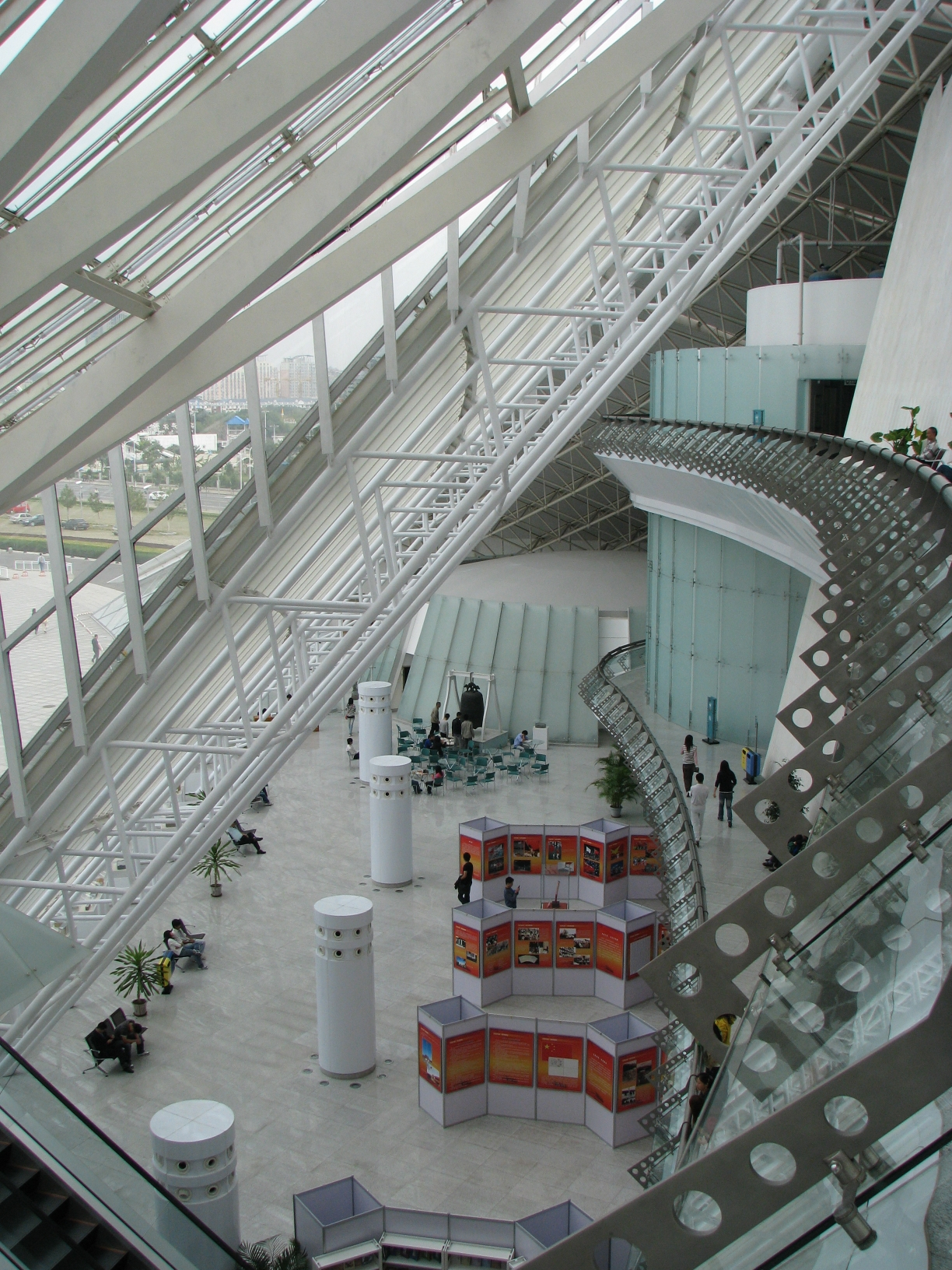
Vue intérieure
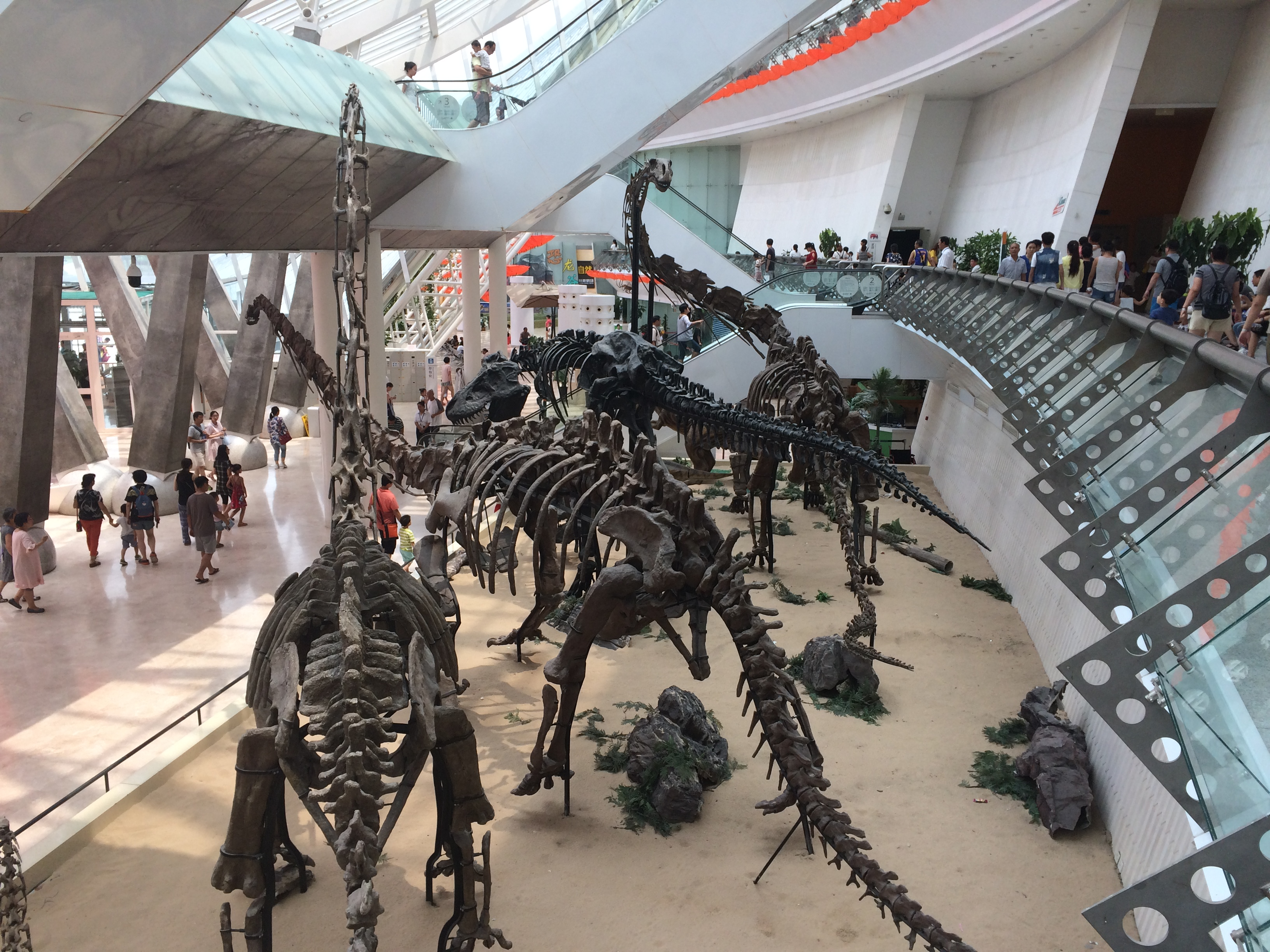
Vue intérieure : squelettes montés de Mamenchisaurus, Omeisaurus, et Bellusaurus
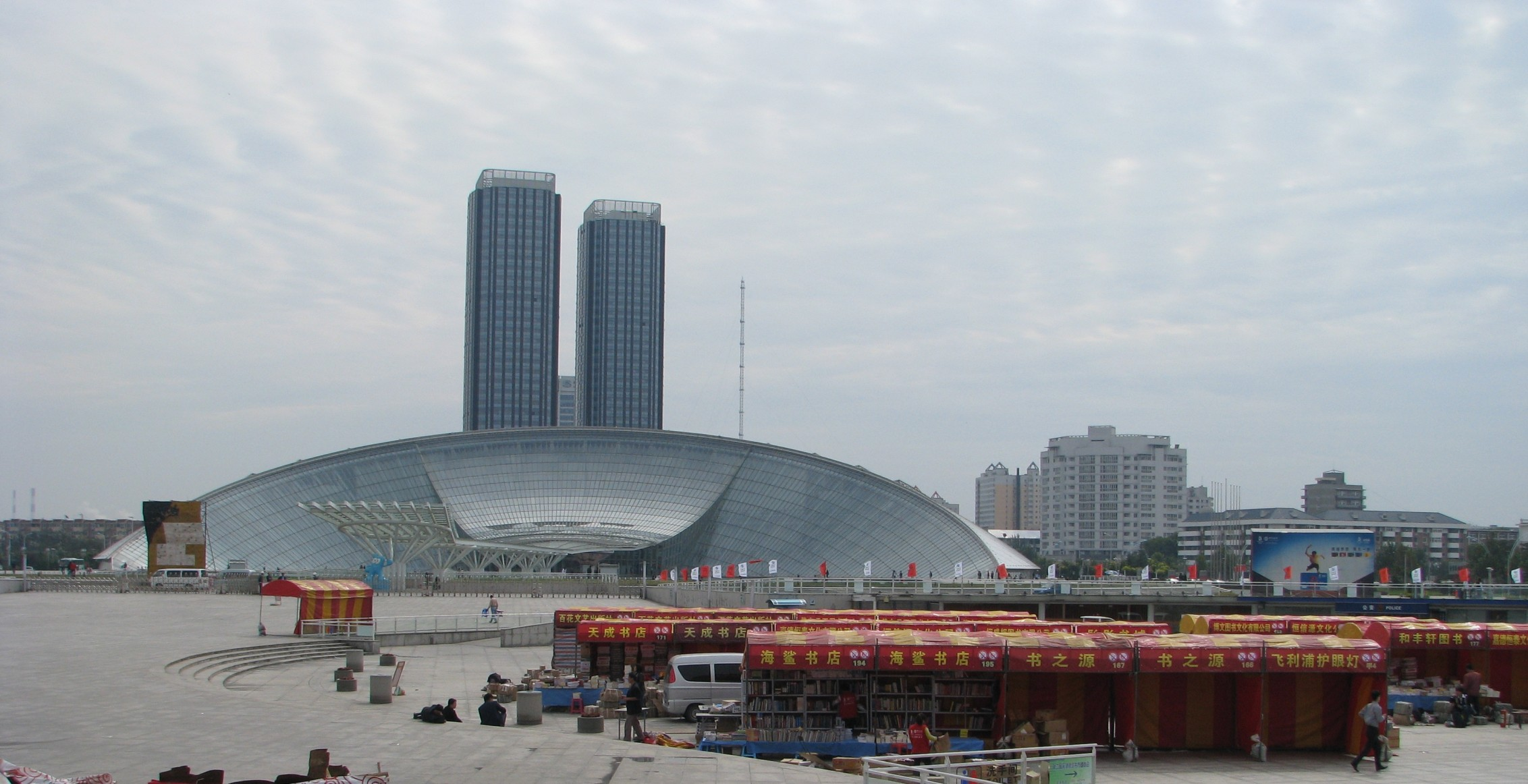
Le parvis du musée avec un marché au livres
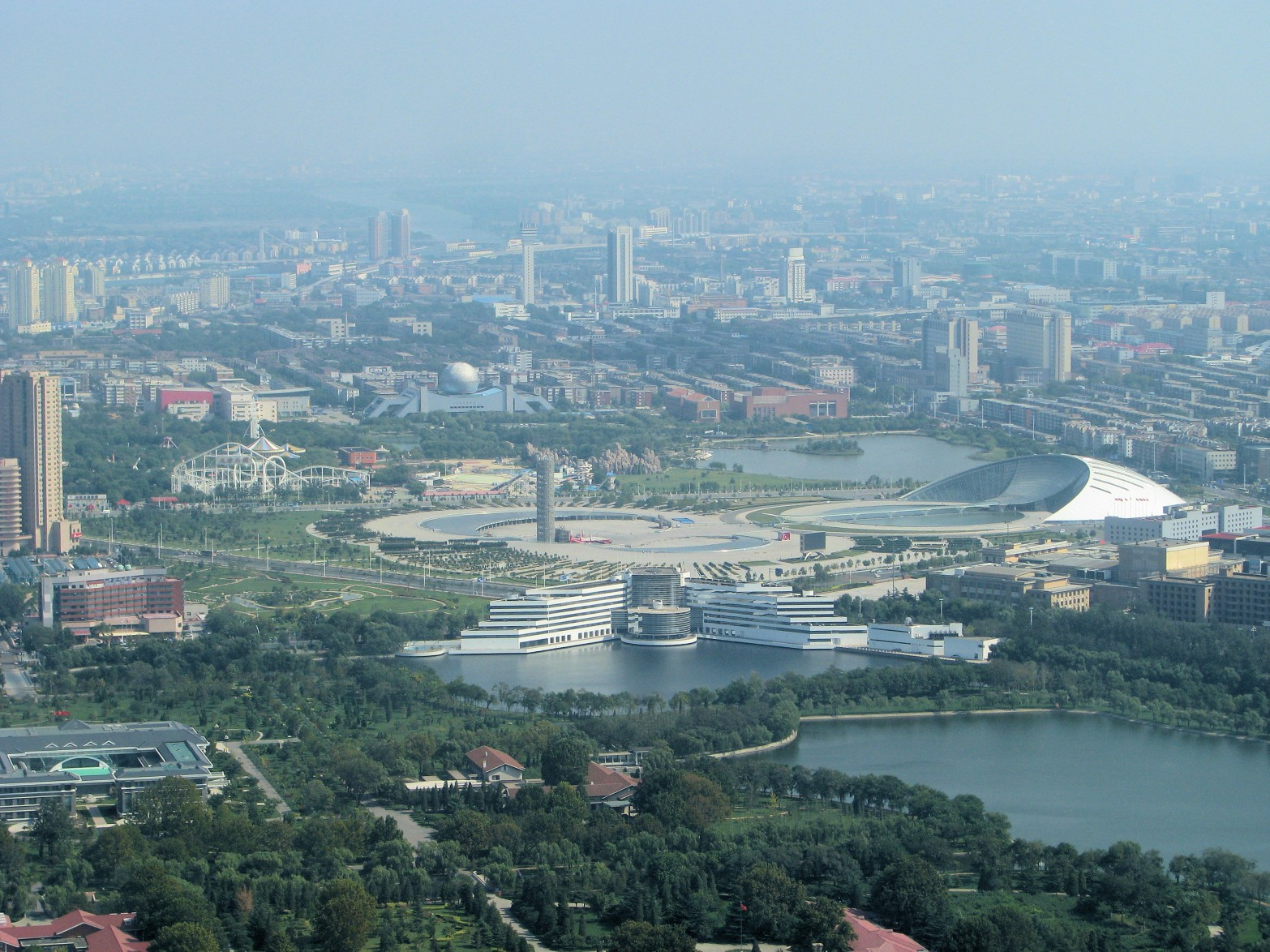
Vue panoramique du Centre Culturel

## Sources
- (en) Cet article est partiellement ou en totalité issu de l’article de Wikipédia en anglais intitulé « tianjin Museum » (voir la liste des auteurs).